# István Magyar
István Magyar (ur. 4 sierpnia 1955 w Tiszapüspöki) – węgierski piłkarz grający na pozycji lewego pomocnika. Był reprezentantem Węgier.

## Kariera klubowa
Swoją karierę piłkarską Magyar rozpoczął w klubie Szolnoki MÁV FC. W 1972 roku awansował do kadry pierwszego zespołu i w sezonie 1972/1973 zadebiutował w jego barwach w trzeciej lidze węgierskiej. W 1973 roku przeszedł do pierwszoligowego Ferencvárosi TC. W Ferencvárosi grał do końca sezonu 1978/1979. Z klubem tym wywalczył tytuł mistrza Węgier w sezonie 1975/1976, dwa wicemistrzostwa Węgier w sezonach 1973/1974 i 1978/1979 oraz zdobył trzy Puchary Węgier w sezonach 1973/1974, 1975/1976 i 1977/1978. W sezonie 1974/1975 dotarł z nim do finału Pucharu Zdobywców Pucharów i w finałowym, przegranym 0:3 meczu z Dynamem Kijów, wystąpił przez pełne 90 minut.
W 1979 roku Magyar uciekł z Węgier do Hiszpanii, w związku z czym ukarano go roczną dyskwalifikacją i w sezonie 1979/1980 nie występował w żadnym klubie.
W 1980 roku Magyar przeszedł do belgijskiego Club Brugge. Grał w nim przez dwa lata. W 1982 roku wyjechał do Austrii i został wówczas zawodnikiem klubu Austria Wiedeń. W sezonie 1982/1983 dotarł z Austrią do półfinału Pucharu Zdobywców Pucharów, w którym Austria uległa w dwumeczu Realowi Madryt (2:2 – w meczu tym strzelił gola, 1:3) oraz został wicemistrzem Austrii. W sezonie 1983/1984 wywalczył mistrzostwo Austrii. W latach 1984–1987 grał w klubie SC Eisenstadt, w którym zakończył karierę.
| Sezon   | Klub            | Kraj    | Rozgrywki     | Mecze | Gole |
| ------- | --------------- | ------- | ------------- | ----- | ---- |
| 1972/73 | Szolnoki MÁV FC | Węgry   | NB III        | 8     | 0    |
| 1973/74 | Ferencvárosi TC | Węgry   | NB I          | 21    | 3    |
| 1974/75 | Ferencvárosi TC | Węgry   | NB I          | 17    | 4    |
| 1975/76 | Ferencvárosi TC | Węgry   | NB I          | 27    | 8    |
| 1976/77 | Ferencvárosi TC | Węgry   | NB I          | 33    | 5    |
| 1977/78 | Ferencvárosi TC | Węgry   | NB I          | 23    | 1    |
| 1978/79 | Ferencvárosi TC | Węgry   | NB I          | 15    | 7    |
| 1980/81 | Club Brugge     | Belgia  | Eerste klasse | 21    | 6    |
| 1981/82 | Club Brugge     | Belgia  | Eerste klasse | 7     | 1    |
| 1982/83 | Austria Wiedeń  | Austria | Bundesliga    | 23    | 2    |
| 1983/84 | Austria Wiedeń  | Austria | Bundesliga    | 26    | 6    |
| 1984/85 | SC Eisenstadt   | Austria | Bundesliga    | ?     | ?    |
| 1985/86 | SC Eisenstadt   | Austria | Bundesliga    | ?     | ?    |
| 1986/87 | SC Eisenstadt   | Austria | Bundesliga    | 20    | 4    |

## Kariera reprezentacyjna
W reprezentacji Węgier Magyar zadebiutował 7 maja 1975 w wygranym 2:0 meczu kwalifikacyjnym do Igrzysk Olimpijskich w Montrealu z Bułgarią, rozegranym w Budapeszcie. W swojej karierze grał w eliminacjach do MŚ 1978 i eliminacjach do Euro 80. Od 1975 do 1979 rozegrał w kadrze narodowej 16 meczów i strzelił 1 gola.